# Monte Saint-Grégoire
Monte Saint-Grégoire (en francés: Mont Saint-Grégoire) es una montaña del sur de Quebec, al este de Canadá. Está ubicada en el municipio de Mont-Saint-Grégoire en el Le Haut-Richelieu. Forma parte de las colinas de Montérégie. La montaña se compone de essexite y Sienita, muy en contraste con las rocas circundantes sedimentarias. El área alrededor de Monte Saint-Grégoire es conocida por su producción de jarabe de arce, además de un poco de vino también.
El nombre fue cambiado en 1923, ya que hasta entonces fue llamado Monte Johnson.
El Monte Saint-Grégoire podría ser la extensión profunda de una erosión de un complejo volcánico antiguo, que probablemente estuvo activo hace alrededor de 125 millones de años.